# Alfred Baeumler

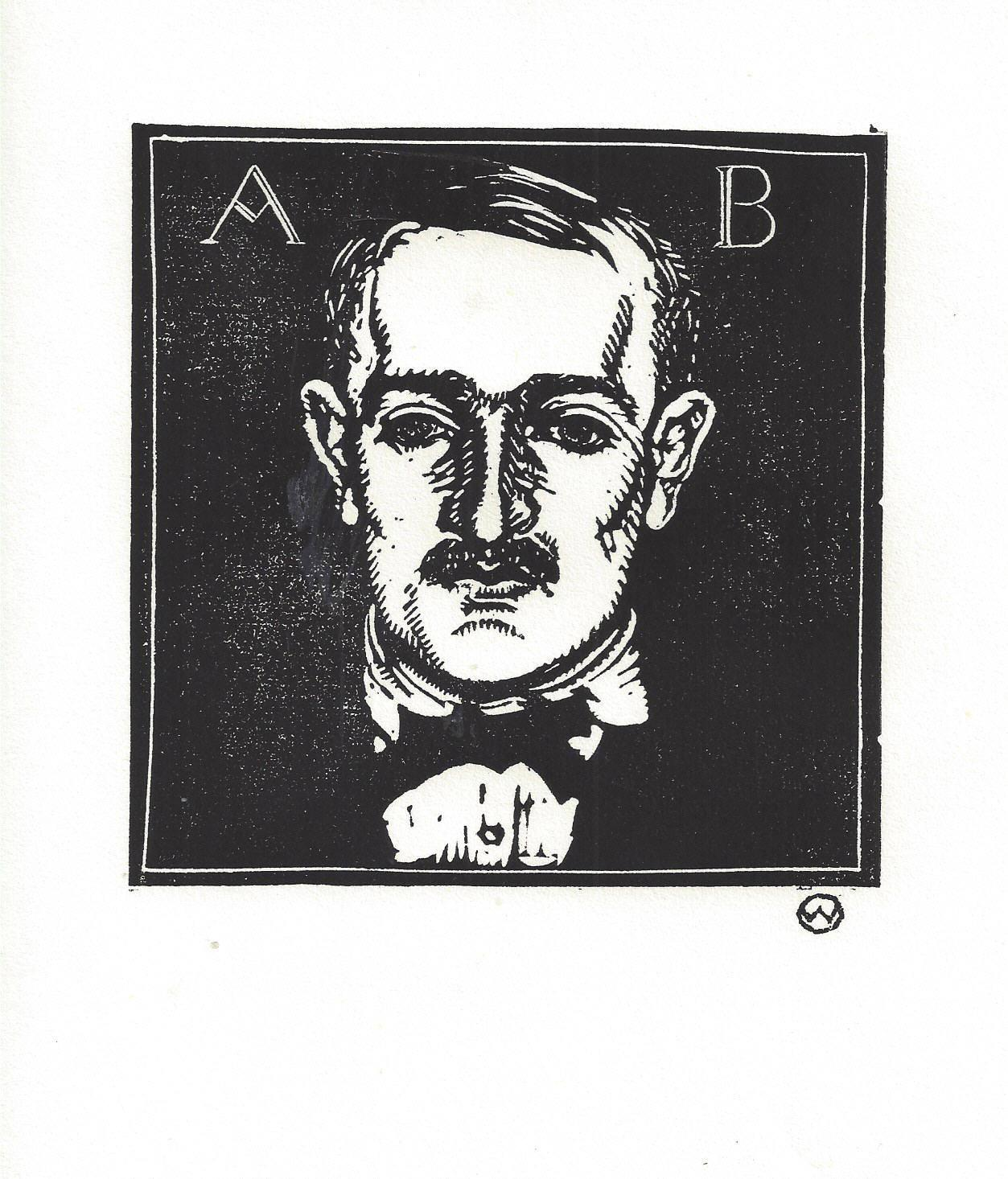
Exlibris von Alfred Baeumler, Holzschnitt von Otto Wirsching, 1914

Alfred Baeumler (* 19. November 1887 in Neustadt an der Tafelfichte, Böhmen, Österreich-Ungarn; † 19. März 1968 in Eningen unter Achalm) war ein deutscher Philosoph und Wegbereiter des Nationalsozialismus an den deutschen Hochschulen. Er spielte eine führende Rolle bei der Ausprägung nationalsozialistischer Erziehung an den Hochschulen.

## Leben
Nach dem Studium der Philosophie und Kunstgeschichte in Berlin und Bonn wurde Baeumler 1914 in München mit einer Arbeit zum Thema Das Problem der Allgemeingültigkeit in Kants Ästhetik promoviert. Ab 1924 lehrte er an der Technischen Hochschule Dresden, habilitierte sich dort, wurde 1928 Extraordinarius und 1929 Ordinarius. 1933 wurde er vom nationalsozialistischen preußischen Kultusminister Bernhard Rust ohne Mitwirkung der Fakultät auf einen neu errichteten Lehrstuhl für Philosophie und Politische Pädagogik an die Berliner Universität und gleichzeitig zum Direktor des neu gegründeten Instituts für Politische Pädagogik ernannt. „Arme Berliner Fakultät: Baeumler ihr Philosoph, Neubert ihr Romanist“, kommentierte Victor Klemperer dies. Neben Ernst Niekisch, mit dem er eng befreundet war, hatte er in den ersten Jahrgängen der Zeitschrift Widerstand. Zeitschrift für nationalrevolutionäre Politik Beiträge unter den Pseudonymen „Leopold Martin“ und „Wolf Ecker“ geschrieben.
Ursprünglich stand Baeumler den Bündischen und den Jungkonservativen nahe, wandte sich aber dann dem Nationalsozialismus zu. 1930 war er Mitbegründer des völkisch-antisemitischen Kampfbunds für deutsche Kultur und nahm zur selben Zeit persönlichen Kontakt mit Hitler und dem „NS-Chefideologen“ Alfred Rosenberg auf. Zu den Reichstagswahlen von 1932 bekannte sich Baeumler mit anderen Philosophen offen zur NSDAP, doch erst nach der Machtübernahme der Partei trat er ihr zum 1. Mai 1933 bei (Mitgliedsnummer 2.459.241).
Zielgerichtet als Auftakt für die Bücherverbrennung in Berlin am 10. Mai 1933 hielt Baeumler seine Antrittsvorlesung „Wider den undeutschen Geist“ im Rahmen seines Kollegs „Wissenschaft, Hochschule, Staat“ im überfüllten Hörsaal 38 der Berliner Universität. Der größte Teil der Studenten war in der Uniform der SA erschienen. Zu Beginn der Vorlesung marschierte eine studentische Fahnenabordnung mit dem Hakenkreuzbanner ein. Das wenig beachtete Schlüsselzitat dieser Vorlesung lautet wie folgt: „Politik können nur die machen, die sie auch zu verantworten haben. Es gibt wohl eine Philosophie und Wissenschaft der Politik, aber nicht eine wissenschaftliche Politik und ebensowenig eine politische Wissenschaft. Der Gedanke muß sich vor dem Gedanken verantworten.“ Weiter erklärte Baeumler: „Mit einem Wort läßt sich hier sagen, was Nationalsozialismus geistig bedeutet: die Ersetzung des Gebildeten durch den Typus des Soldaten.“ Die „Epoche der Gewissensfreiheit, des Individualismus“ sei vorbei. „Sie ziehen jetzt hinaus, um Bücher zu verbrennen, in denen ein uns fremder Geist sich des deutschen Wortes bedient hat, um uns zu bekämpfen. […] Was wir heute von uns abtun, sind Giftstoffe, die sich in der Zeit einer falschen Duldung angesammelt haben.“ Später formierte sich der Zug der Fackelträger mit Baeumler an der Spitze zum Opernplatz. Gegen 23 Uhr wurde hier mit der bereits an anderen Orten in Deutschland durchgeführten symbolischen Vernichtung von Werken vor allem humanistischer, pazifistischer und liberaler Autoren begonnen. Damit sollte, wie der Völkische Beobachter über die Verbrennung von 20.000 Büchern zu berichten wusste, symbolisch der „deutsche Geist“ gereinigt werden. Den Schlusspunkt der mit hoher Öffentlichkeitswirkung inszenierten Veranstaltung setzte Joseph Goebbels mit einer Rede vor den verlöschenden Flammen.
In seinen Vorlesungen und Texten forderte Baeumler 1934 als studentisches Ideal, den „politischen Soldaten“ zu erziehen, „Männerhäuser“ einzurichten und das „Weiblich-Demokratische“ auszuschließen. Martin Heidegger bemängelte sowohl bei Baeumler als auch bei Ernst Krieck mangelnde Tiefe und den Willen von beiden, das nationalpädagogische Leitbild des „politischen Soldaten“ durch äußerliche Schulungsprogramme und militärische Ausbildung zu verwirklichen. Seit Juli 1934 war Baeumler Mitglied der Hochschulkommission der NSDAP. 1934 ernannte Reichsleiter Rosenberg ihn außerdem zum „Amtsleiter des Amtes Wissenschaft des Beauftragten des Führers für die Überwachung der geistigen Schulung und Erziehung der NSDAP“, 1941 wurde er zum Dienstleiter befördert. Baeumler wirkte dort vor allem als Verbindungsmann Rosenbergs zu den Universitäten und gab auch die Internationale Zeitschrift für Erziehung und ab 1936 die Zeitschrift Weltanschauung und Schule heraus, deren Schriftleiter Hans Karl Leistritz war. Seine Aufgabe im Amt Rosenberg, Abteilung Wissenschaft, war insbesondere „die Beurteilung der zu berufenden Geisteswissenschaftler an Universitäten zu bearbeiten und die grundsätzlichen Fragen der Pädagogik zu behandeln.“
Zum 50. Geburtstag von Adolf Hitler schrieb Baeumler 1939 einen Beitrag in der Festschrift Deutsche Wissenschaft. Zu dieser Zeit galten Krieck und Baeumler „als die beiden führenden Philosophen des Nationalsozialismus“. Seit April 1942 war Baeumler Leiter des „Aufbauamtes der Hohen Schule“, einer geplanten Parteiuniversität namens Hohe Schule der NSDAP.
Nach 1945 wurde Baeumler für drei Jahre in Hammelburg und im Internierungslager Ludwigsburg interniert. Er war der einzige prominente NS-Pädagoge, der nicht in den Universitätsdienst zurückkehrte.

## Pädagogisch-philosophische Ansichten im NS-Blickfeld

### „Rasse als Grundbegriff der Erziehungswissenschaft“
In dieser Schrift aus dem Jahre 1942 zeigt Baeumler, wie im NS-Regime die Begriffe der Rasse und der Vererbung eine hervorragende Bedeutung besitzen. Weiterhin behauptet er, dass der Begriff der „Bildsamkeit des Menschen“ bisher falsch aufgefasst worden sei. Dieser Nachweis sei durch das Rassedenken zu erbringen. Ein Problem sieht er im Intellektualismus. Nach seiner Ansicht nimmt der Intellektualismus an:
1. dass der Mensch als reine, d. h. unbestimmte Anlage (tabula rasa) zur Welt komme;
2. dass die Umwelt die Macht habe, auf diese Tafel zu schreiben, was sie wolle;
3. dass das Organ, mit dem sich der Mensch auf die Welt beziehe, der Intellekt sei;
4. dass das Handeln des Menschen durch den Intellekt geleitet werde und daher durch Beeinflussung des Intellekts entscheidend zu beeinflussen sei.

Aus dieser intellektualistischen Annahme würde der Begriff der „unbeschränkten Bildsamkeit“ abgeleitet. Die Erziehungswissenschaft gehe nicht vom wirklichen Menschen aus, das Erziehungsziel sei der Mensch an sich, wie es ihn nie gegeben habe und nie geben werde. Der Erfolg der Erziehung ergebe sich aus der richtigen Anwendung der Mittel. Ohne gesicherte wissenschaftliche Menschenkunde besitze Erziehungstheorie keinen Grund und Boden. Die Gegner der lebens- und rassekundlichen Erziehungswissenschaft würden immer noch mit einer historisch überholten Menschenkunde arbeiten. Gestützt auf ein richtiges Verhältnis von Intelligenz und Charakter würde eine realistische Theorie der Erziehung erwachsen.
Deshalb sei es von größter Bedeutung, Charakter und Intelligenz zu bilden. Rassekundliches Denken würde nicht einem Prinzip der unbeschränkten Bildsamkeit das Prinzip der beschränkten Bildsamkeit entgegensetzen, sondern erst das wahre Prinzip der Bildsamkeit „entdecken“. Die Einheit des Charakters bestehe nicht in seiner statisch-ruhenden Natur, sondern in seinen dynamisch bewegten Momenten. Es sei die Einheit der Richtung. An diese Einheit schließe sich die Bildung an; niemals sei diese Einheit über Intellekt und Umwelt hervorzubringen.
Aus der relativ unbestimmten Richtung der Einheit entspringe die Aufgabe der Erziehung. Nur durch die bildende Wirkung der anderen gelange die Seele zu sich selbst. Am Ende der Erziehung stehe die klare bestimmte Form des „Typus“, den man nur durch Erziehung durch die Gemeinschaft erreiche. Mit der Einsicht in den unmöglichen Begriff der „unbeschränkten Bildung“ verfalle auch der Begriff jeder „Beschränkung“ durch erzieherische Maßnahmen:
„Die Limitation ist nicht eine Erfindung der rassekundlichen Erziehungswissenschaft, sondern ein Wesensmerkmal des Menschen“.

### „Die deutsche Schule und ihr Lehrer“
In dieser Schrift aus dem Jahre 1942 erläutert Baeumler, was er unter politischer Pädagogik versteht. Dabei sagt er aus, dass das „Wörterbuch der erbarmenden Liebe“ den Nationalsozialisten nicht zur Verfügung stehen würde. Er interpretiert das Wort „neu“ und behauptet dabei Inhalte, die es in dieser einfachen Erklärung nie gegeben hat. Pestalozzi und Herbart sind für ihn klassische Muster, die erst durch die „neue Zeit“ überboten wurden. Die Rolle des Lehrers solle vom Politischen her „in Bewegung“ gesetzt werden. Die Pädagogik könne diese Rolle nicht übernehmen. Für ihn sind geschichtliche Epochen der Ernte erst geeignet, dass ein geistiger Gehalt „jenen Grad seiner Durchformung erreicht, in dem er lehrbar wird“.
„Auch das nationalsozialistische Zeitalter wird die Schule hervorbringen, die Geist von seinem Geiste ist, aber wir müssen uns bewusst sein, dass wir am Anfang der neuen Bildung stehen.“ Erst nachdem das neue Weltbild von Künstlern und Denkern seine „Durchformung“ erfahren habe, werde es der Schule als Lehrstoff übergeben. Von der Erringung des Weltbildes selbst sei aber die Schule ausgeschlossen. Somit resultiert bei Baeumler die Schule als Objekt und Vermittler des Durchgeformten von gestern. Andererseits erhält für ihn die Schule Sinn und Gehalt aus der Volksgemeinschaft und sei somit nicht mehr unabhängig vom Leben, sondern ein Stück völkischen und geschichtlichen Lebens, und dessen Gesetzen könne sie sich nicht mehr entziehen.

### „Die neue Lehrerbildung“
In dieser Schrift aus dem Jahre 1942 begründet Baeumler die Lehrerbildungsanstalt, die zu dieser Zeit nach einem Führererlass die endgültige Form angenommen hatte, mit „Notwendigkeiten des nationalen Daseins“ und „Gegebenheiten der Sache“. Damit identifiziert er indirekt die Pädagogik nur noch als Produkt der NS-Ideologie.
Für ihn steht in der Ausbildung der Lehrer die Konzeption des „Lagers“ ganz oben, wo eine „pädagogische Atmosphäre“ herrsche. Ohne diese NS-Konzeption näher zu schildern, sei es hinreichend, das diesbezügliche Vokabular anzuführen: „Gemeinschaftsleben“, „Erlebnis“, „innere Anteilnahme“, „Schullager“, „Bereitschaft“, „verehrendes Herz“, „Wunder“, „reden hieße zerreden“, „Luft erzieherischen Lebens“ u. a.

## Baeumler und Nietzsche
Ende der 1920er Jahre begann Baeumler, Friedrich Nietzsche als Philosophen des Nationalsozialismus darzustellen. Er schrieb ein Buch Nietzsche, der Philosoph und Politiker, das 1931 in Reclams Universal-Bibliothek erschien (RUB, Nr. 7135/36) und weite Verbreitung fand; er stellte 1932 im Alfred Kröner Verlag einen umfangreichen Band Nietzsche in seinen Briefen und Berichten der Zeitgenossen: Die Lebensgeschichte in Dokumenten (Kröners Taschenausgabe 100) zusammen; und er gab eine 12-bändige Werkausgabe der Schriften Nietzsches heraus, die ab 1930 ebenfalls im Verlag Alfred Kröner erschien und bis heute (2009) in Neuauflagen erhältlich ist. Zu den einzelnen Bänden der Werkausgabe schrieb Baeumler Einleitungen oder Nachworte, die auch nach 1945 in Neuauflagen weiterhin gedruckt wurden. Martin Heidegger lobte Baeumlers Ausgabe der Kompilation Der Wille zur Macht von Elisabeth Förster-Nietzsche und Heinrich Köselitz als „getreuen Nachdruck von Band XV und XVI der Gesamtausgabe mit einem verständigen Nachwort und einem knappen und guten Abriss der Lebensgeschichte Nietzsches.“ Später wurden Baeumlers Texte sukzessive durch Texte von Walter Gebhard ersetzt. Einzig die beiden von Baeumler unter dem Titel Die Unschuld des Werdens zusammengestellten Bände mit Materialien aus Nietzsches Nachlass sind nach wie vor in der ursprünglichen Fassung von 1931 im Programm des Kröner-Verlags.

## Schriften von Alfred Baeumler
- Kants Kritik der Urteilskraft. Ihre Geschichte und Systematik, Band 1, 1923
- Bachofen der Mythologe der Romantik, 1926 (Neuauflage als Das mythische Weltalter. Bachofens romantische Deutung des Altertums., München 1965 mit neuem Nachwort Bachofen und die Religionsgeschichte)
- Einleitung zu der von M. Schroeter herausgegebenen Auswahl aus Bachofen: Der Mythus von Orient und Occident. München 1926, S. XXV–CCXIV
- Hegels Philosophie des Geistes und Rechtsphilosophie
- Handbuch der Lehrerbildung, 1930–1933 (Hrsg. zusammen mit Richard Seyfert und Oskar Vogelhuber)
- Nietzsche, der Philosoph und Politiker, 1931
- Ästhetik, Handbuch der Philosophie
- Männerbund und Wissenschaft, 1934
- Studien zur deutschen Geistesgeschichte, 1937
- Handbuch der Philosophie, 1931 (mit Manfred Schröter)
- Was bedeutet Herman Wirth für die Wissenschaft?, Hrsg., 1932
- Der politische Student, in: Der Deutsche Student, Heft 1, S. 3–9
- Das Reich als Tat. Rede bei der Reichsgründungsfeier der Friedrich-Wilhelm-Universität Berlin am 18. Januar 1934
- Politik und Erziehung. Reden und Aufsätze, 1942
- Rasse als Grundbegriff der Erziehungswissenschaft, in: Bildung und Gemeinschaft, 1942, S. 81–85
- Die deutsche Schule und ihr Lehrer, in: Bildung und Gemeinschaft, 1942, S. 98–108
- Die neue Lehrerbildung, in: Bildung und Gemeinschaft, 1942, S. 74–80
- Bildung und Gemeinschaft, 1942
- Weltdemokratie und Nationalsozialismus, 1943
- Alfred Rosenberg und der Mythus des 20. Jahrhunderts, 1943
- Das Irrationalismusproblem in der Ästhetik und Logik des 18. Jahrhunderts bis zur Kritik der Urteilskraft, 1967 (Neuauflage von "Kants Kritik und Urteilskraft", 1. Auflage, Halle an der Saale, 1923)
- Hitler und der Nationalsozialismus. Aufzeichnungen von 1945–1947. In: Der Pfahl, Bd. 5, Matthes & Seitz, München, 1991, S. 159–204